# 대령의 사진
대령의 사진(프랑스어: La Photo du colonel)은 외젠 이오네스코가 쓰고 1962년에 출판된 프랑스 소설이다.
≪대령의 사진≫은 1962년 갈리마르에서 처음 출간되었다. “이야기들(récits)”이라는 부제가 붙은 이 책은 여섯 편의 이야기 ＜깃발＞, ＜대령의 사진＞, ＜공중 보행자＞, ＜의무의 희생자＞, ＜코뿔소＞, ＜수렁＞과 ＜1939년 봄＞이라는 단편 일기로 구성되어 있다. 이 소설들은 해당 연극을 이해하는 데 어떤 설명이나 해석의 단서를 제공한다. 이오네스코가 연극 무대를 상상하면서 소설을 썼다고 밝힌 바 있듯이 소설 속의 인물, 대화와 이미지들은 그 자체로 연극의 설계도를 연상시킨다.

## 구성

### 깃발
＜깃발＞은 1954년 ≪누벨 르뷔 프랑세즈≫ 2월호에 실린 작품이다. 일인칭 소설로 화자인 나와 아내 마들렌, 이들과 함께 아파트에 기거하고 있는 시체에 대한 이야기다.
작가가 1953년 8월 세리지ᐨ라ᐨ살에서 ＜아메데 혹은 어떻게 그것을 제거할 것인가＞라는 제목의 희곡으로 개작했고, 이것은 1954년 4월 14일 파리의 바빌롱 극장에서 장ᐨ마리 세로의 연출로 초연되었다. 3막의 희극으로 소설 속의 화자는 아메데 뷔치니오니라는 이름의 주인공으로 등장한다. 기괴함과 환상은 무대 장식에서 더욱 허구적으로 드러나며 이야기 속의 사건들은 연극적 공포 속에서 서서히 드러난다. 작가는 시체는 원죄와 원천적인 오류, 지속적으로 흘러가는 시간과 더불어 점차 나와 아내 즉 부부의 삶을 갈라놓는 시간을 물질화한 것이라고 말한다.

### 대령의 사진
＜대령의 사진＞은 일인칭 중편소설로, 이오네스코가 소설집을 발간하면서 책의 제목으로 선택한 만큼 그가 중시하고 애정을 가진 작품일 것이다. 1955년 11월 1일 ≪누벨 르뷔 프랑세즈≫에 발표되었다. 작가가 1957년에 3막의 희곡 ＜증거 없는 살인자＞로 개작했으며, 이것은 1959년 2월 조제 카글리오의 연출로 레카미에 극장에서 초연되었다. 이 연극에서 소설 속의 ‘나’는 베랑제라는 이름의 주인공으로 등장한다. 이 인물의 등장과 함께 이오네스코의 극작술은 베랑제 사이클이라고 불리며 큰 변화를 가져왔다. 범죄에 무관심한 법의 집행관들, 즉 경찰관들의 미스터리를 보여 준다. 작가는 악 앞에서 무능한 인간들, 그리고 신은 어떻게 사탄을 통해 피조물을 타락시키고 악마가 유입되도록 방치하고 있는지 악의 형이상학적 존재에 대해 묻는다.

### 공중 보행자
＜공중 보행자＞는 이카로스의 추락에 관한 이야기다. 이오네스코에 의해 동명의 희곡으로 각색되어 1963년 2월 8일 파리 오데옹 국립극장에서 장ᐨ루이 바로의 연출, 자크 노엘의 무대 장치로 초연되었다.
이오네스코는 이 소설에서 마치 글쓰기에 대한 개인적 비전을 제시라도 하듯 상상력을 마음껏 펼친다. 주인공에게 꿈을 꾸며 몽환의 세계를 여행할 때는 낙원의 행복한 삶을 겪지만, 현실로 귀환하는 순간 지옥 같은 참혹한 광경이 보인다. 주인공이 본 형상을 통해 이오네스코는 악몽을 물질화하려 한다. 즉 우리가 그런 지옥에 살고 있으면서도 애써 그 모습을 외면하려고 한다는 걸 지적하는 것이다.

### 의무의 희생자
＜의무의 희생자＞는 일인칭 소설로 1952년에 발표한 단편이다. 이오네스코는 이 소설을 ＜의무의 희생자들＞이라는 제목의 희곡으로 개작했는데, 원제의 “희생자”가 복수의 “희생자들”로 바뀌었다. 또한 이 희곡에 “거짓 드라마”라는 부제를 붙였으며 1953년 2월 카르티에라탱 극장에서 자크 모클레르의 연출로 초연되었다. 소설 속의 ‘나’는 심리극의 특성을 띤 이 연극의 주인공인 슈베르로 등장한다. 이오네스코 자신을 투사한 것이다. 인간의 행복을 개인적 이념에 종속시키는 광적인 사람들에 속하는 이들은 자기들이 옹호하는 이념의 순교자들을 의도적으로 만들어 내거나 설정하고 있다.

### 코뿔소
＜코뿔소＞는 1957년 9월 ≪새 문학≫에 실렸다. 이오네스코는 이 소설을 동명의 희곡 ＜코뿔소＞로 개작했다. 그것은 1959년 11월 6일 독일 뒤셀도르프의 샤우스필하우스 극장에서 카를ᐨ하인츠 슈트루의 연출로 초연되었다. 이어서 1960년 1월 22일 파리 오데옹 국립극장에서 장ᐨ루이 바로의 연출로 재공연되었다. 이 소설은 작가의 개인적 경험에 바탕을 두고 있다. 작가는 인간성을 위협했던 잔혹한 전쟁과 나치즘의 광기를 직접 목격했다. 이 작품은 독일의 나치와 같은 파시즘에 대한 풍자며, 그것와 흡사한 독재 권력의 이데올로기, 가부장적 폭력에 저항하는 인간의 드라마다.

### 수렁
＜수렁＞은 일인칭 소설로 1957년 ≪계절 수첩≫에 처음 게재되었다. 이 소설은 이오네스코의 가장 의미심장한 작품들 중 하나다. 유머러스한 특징이 없고 매우 느리게 진행되며 소설적 구성에 공을 들였다는 점에서 그의 다른 소설들과 다르다. 때때로 어린 시절에 겪은 라 샤펠ᐨ앙테네즈의 추억과 풍경들이 부각되기도 한다. 시간의 가속화와 사라짐, 세계와 마주하고 있는 경이로움, 밀실 공포증, 형이상학적 불안, 상승과 추락의 꿈, 죄의식 콤플렉스 등. 어머니 그리고 아내에 대한 추억들이 기억 속에서 뒤섞이고 잃어버린 신발에 대한 재귀적 상징처럼 작가의 몇몇 고정관념은 덧없이 사라지는 기호의 형태로 드러난다. 작가는 이 자전적 소설을 동명의 시나리오로 각색했고, 자신이 영화 속의 주인공으로 등장하기도 했다. 이 영화는 1970년 독일 출신의 하인츠 폰 크라머 연출로, 대부분은 작가가 어린 시절을 보냈던 프랑스 라발 지역의 라 샤펠ᐨ앙테네즈에서 촬영되었다. 독일의 쾰른 텔레비전에서 1971년 1월에 처음 방영되었고 이어서 11월 프랑스 팔레 드 샤이요 영화 박물관에서 상영되었다.

### 1939년 봄
＜1939년 봄＞은 작가가 “추억의 파편들”이라고 부제를 붙인 것처럼 일기의 페이지들이다. 1939년에 이오네스코가 서른 살이 되어 어린 시절 잠시 머물렀던 라 샤펠ᐨ앙테네즈를 다시 방문한 후 기억을 되살려 쓴 글 모음이다. 그는 당시를 추억하며 머릿속에 떠오르는 이미지를 자유롭게 단편적으로 써 나갔다. 그곳에서 보낸 2년(1917∼1919)의 전원생활은 미래의 극작가에게 아름다운 기억으로 남았다. 그는 이곳을 잃어버린 낙원으로 표현했다. 물랭의 농장에서 만난 사람들, 함께 놀던 아이들, 주변의 풍경들. 농부 바티스트와 그의 아내 자네트는 아이들에게 애정을 아낌없이 베풀었다. 그들 덕분에 어린 이오네스코는 시골의 정취를 흠뻑 맛볼 수 있었다. 전원의 풍경과 자연의 모습은 이오네스코가 ＜1939년 봄＞에 묘사한 것과 차이가 없었다. 이 마을에서는 매년 3월 이오네스코 연극 축제가 열린다.